# Pietro Saporetti
Pietro Saporetti (Bagnacavallo, 10 aprile 1832 – Bassano del Grappa, 17 settembre 1893) è stato un pittore italiano.

## Biografia
A Bagnacavallo suo padre era insegnante di fisica e matematica al Liceo. Pietro Saporetti prese la sua prima lezione di disegno a Bagnacavallo, sotto Antonio Moni.
Nel 1851 andò a studiare pittura a Firenze. Nel 1854 studiò presso l'Accademia di Belle Arti di Venezia sotto Luigi Ferrari, professore di scultura. Nel 1855 ritornò a Firenze dove dipinse Cristo esorcizzando a demone. Successivamente si trasferì a Roma. Fino al 1867 fu assunto come istruttore di design presso l'Istituto Tecnico e l'Accademia di Belle Arti di Ravenna.
Anche suo figlio Edgardo (1865 - 1909) fu un pittore, che studiò a Ravenna e a Napoli. Risiedette anche a Londra e dal 1903 insegnò nell'Accademia di Belle Arti di Firenze.

## Opere
- Lavoro e Carità
- Un vecchio cacciatore
- Una finita ai carcerati
- La buona sorellina
- Un novello Atteone
- Castelli in aria
- Una emancipata
- Un sequestro nell'educandato
- Preghiera del mattino
- Pensiero giovanile.[1]